# قابلیت اطمینان سازه

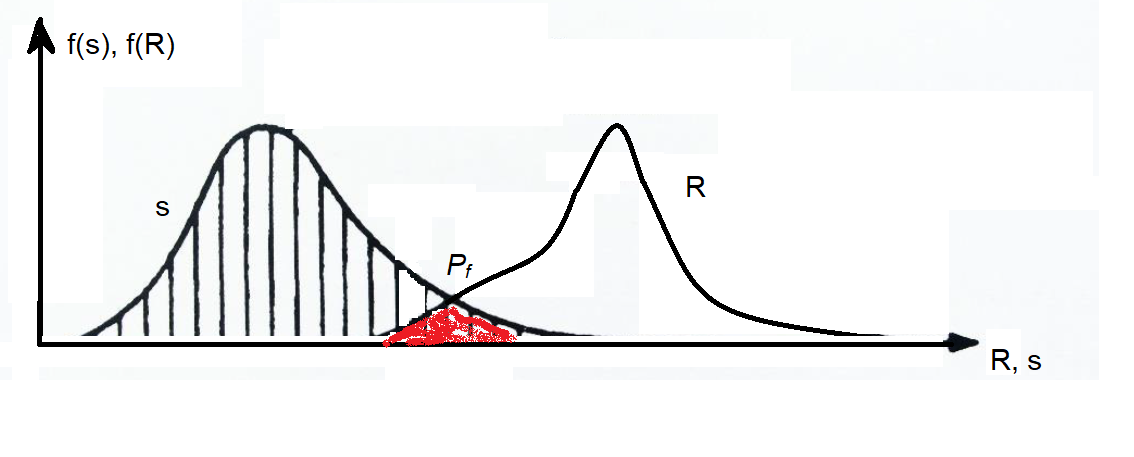
گسیختگی یا شکست هنگامی رخ می‌دهد که بار یا بارها (s) از مجموع مقاومت (R) بزرگ‌تر باشد.

قابلیت اطمینان سازه یا قابلیت اعتماد سازه (به انگلیسی: Structural reliability) عبارتست از به‌کارگیری تئوری نظریه قابلیت اطمینان برای مدل‌سازی ایمنی سازه‌ها. قابلیت اطمینان سازه پیشامد متمم گسیختگی سازه است. به عبارت دیگر قابلیت اطمینان سازه برابرست با یک منهای احتمال گسیختگی. از سده بیستم از قابلیت اطمینان در طراحی و بهسازی سازه‌ها استفاده می‌شود.

## تئوری
گسیختگی در سازه هنگامی رخ می‌دهد که بار از مقاومت بیشتر شود. اگر بار و مقاومت توزیع‌های مستقل داشته باشند می‌توان احتمال گسیختگی را به صورت انتگرال زیر مدل کرد.
{\displaystyle P_{f}=\int _{0}^{\infty }F_{R}(s)f_{s}(s)\,ds\qquad \mathrm {(1)} }
که در آن {\displaystyle F_{R}(s)}تابع تجمعی مقاومت (R) و {\displaystyle f_{s}(s)}تابع چگالی احتمال بار (s) است.

## روش‌های حل

### روش تحلیلی
در حالتی که بار و مقاومت دارای توزیع نرمال و مستقل باشند، انتگرال فوق دارای جواب تحلیلی است و در این صورت می‌توان احتمال گسیختگی و قابلیت اطمینان را به صورت حل بسته ارائه کرد. در غیر این صورت باید از روش‌های دیگر مثل شبیه‌سازی استفاده کرد.

### شبیه‌سازی
در حالتی که مسأله قابلیت اعتماد جواب تحلیلی ندارد می‌توان شبیه‌سازی مونت کارلو استفاده کرد.